# Longen

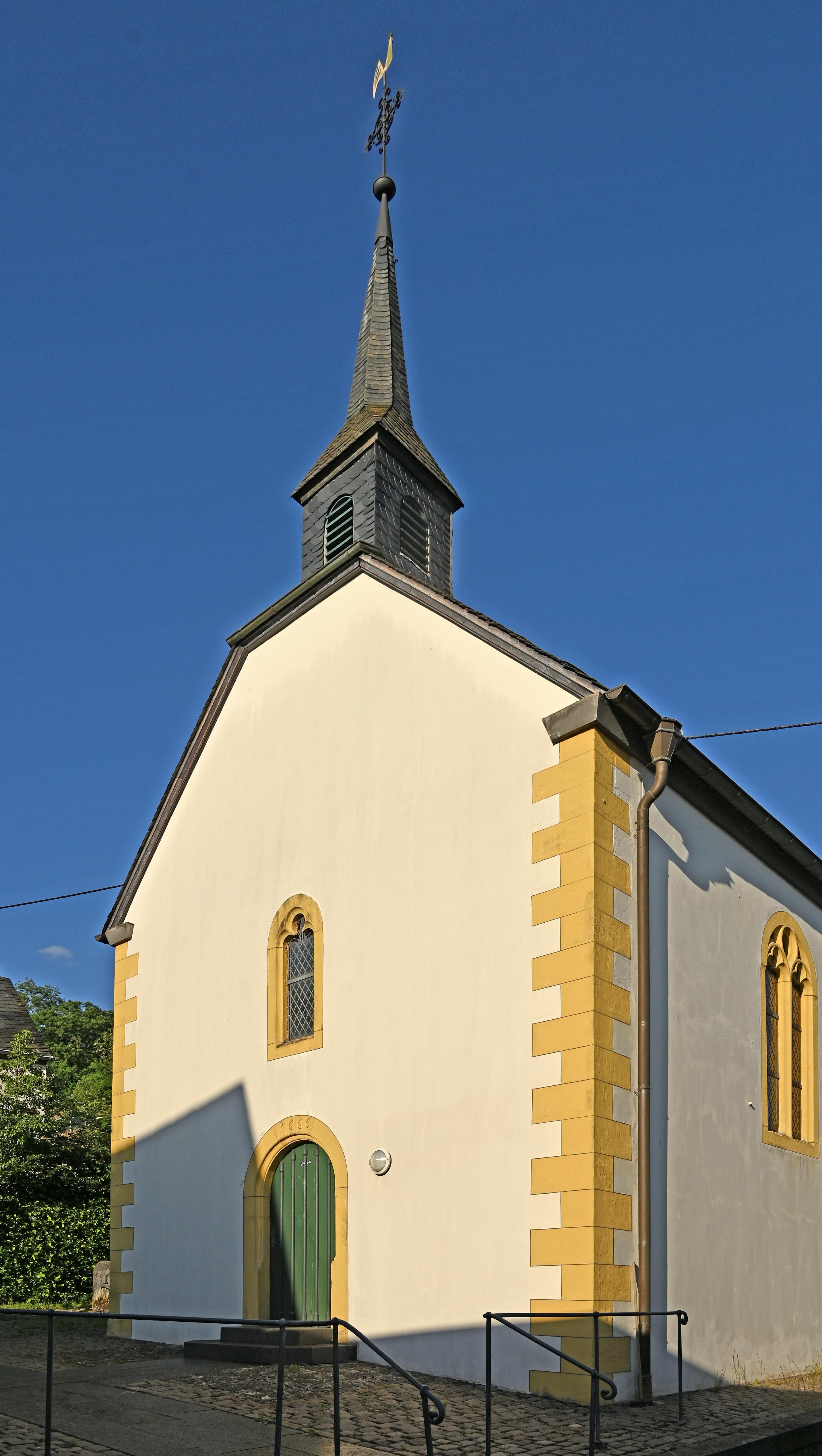
St. Eligius (1495/1666)

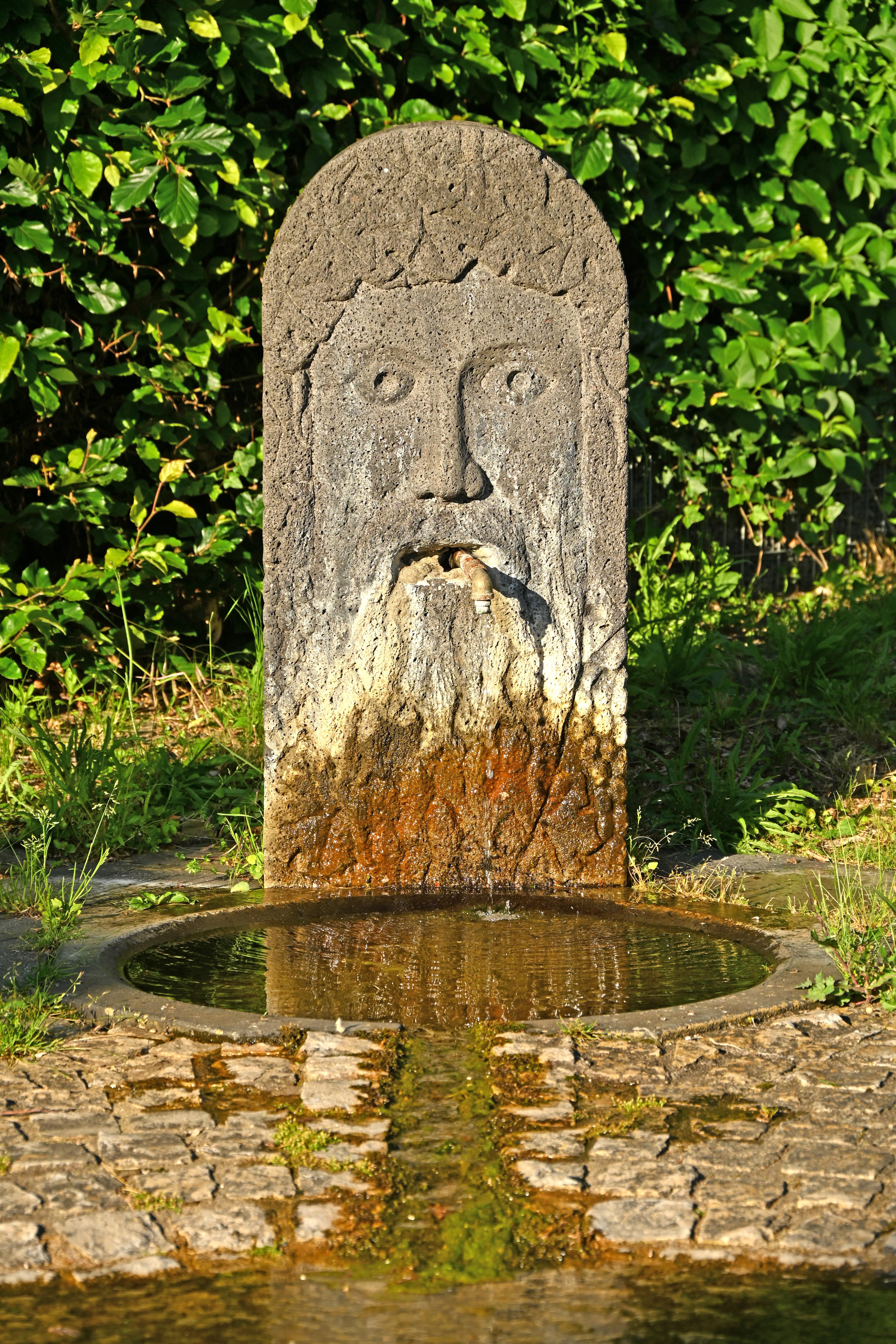
Brunnen (1995)

Longen an der Mosel ist eine Ortsgemeinde im Landkreis Trier-Saarburg in Rheinland-Pfalz. Sie gehört der Verbandsgemeinde Schweich an der Römischen Weinstraße an.

## Geographie
Longen liegt an der Mosel flussabwärts von Trier am Fuße des Mehringer Berges, mit 418,7 m ü. NHN eine der höchsten Erhebungen der Moselberge.
Nachbargemeinden sind Schweich im Nordwesten und Mehring mit seinem Ortsteil Lörsch im Südosten. Auf der gegenüberliegenden Moselseite liegen Riol und Longuich.

## Geschichte
Im Jahr 770 erhielt die Luxemburger Abtei Echternach Besitzungen in „Longun“ zugewiesen. Von dieser erwarb die Abtei Prüm 830 den Ort, der inzwischen „Longin“ hieß, und verkaufte ihn 1343 für 350 Schildgulden und 100 Pfund Trierische Pfennige an Erzbischof Balduin von Trier.
Bis zum Ende des 18. Jahrhunderts gehörte Longen zum Kurfürstentum Trier (Amt Pfalzel, Pflege Schweich). Um 1790 hatte Longen neun Häuser.
Das Linke Rheinufer wurde 1794 im ersten Koalitionskrieg von französischen Revolutionstruppen besetzt. Von 1798 bis 1814 war Longen ein Teil der Französischen Republik (bis 1804) und anschließend des Französischen Kaiserreichs, zugehörig dem Saardepartement. Auf dem Wiener Kongress (1815) kam die gesamte Region nach der Niederlage Napoleons an das Königreich Preußen.
Nach dem Ersten Weltkrieg gehörte das gesamte Gebiet zum französischen Teil der Alliierten Rheinlandbesetzung. Nach dem Zweiten Weltkrieg wurde Longen innerhalb der französischen Besatzungszone Teil des damals neu gebildeten Landes Rheinland-Pfalz.
Statistik zur Einwohnerentwicklung
Die Entwicklung der Einwohnerzahl von Longen, die Werte von 1871 bis 1987 beruhen auf Volkszählungen:
| Jahr | Einwohner |
| ---- | --------- |
| 1815 | 68        |
| 1835 | 110       |
| 1871 | 109       |
| 1905 | 115       |
| 1939 | 131       |
| 1950 | 135       |
| 1961 | 127       |

| Jahr | Einwohner |
| ---- | --------- |
| 1970 | 112       |
| 1987 | 86        |
| 1997 | 73        |
| 2005 | 94        |
| 2011 | 91        |
| 2017 | 104       |
| 2023 | 121       |

## Politik

### Gemeinderat
Der Gemeinderat in Longen besteht aus sechs Ratsmitgliedern, die bei der Kommunalwahl am 9. Juni 2024 in einer personalisierten Verhältniswahl gewählt wurden, und dem ehrenamtlichen Ortsbürgermeister als Vorsitzendem.
Die Sitzverteilung im Ortsgemeinderat:
| Wahl | WGH a             | WGS b             | WG1 c             | WG2 d             | Gesamt  |
| ---- | ----------------- | ----------------- | ----------------- | ----------------- | ------- |
| 2024 | 2                 | 4                 | –                 | –                 | 6 Sitze |
| 2019 | –                 | –                 | 2                 | 4                 | 6 Sitze |
| 2014 | per Mehrheitswahl | per Mehrheitswahl | per Mehrheitswahl | per Mehrheitswahl | 6 Sitze |

### Bürgermeister
Stefan Egner wurde am 18. September 2019 Ortsbürgermeister von Longen. Da bei der Direktwahl am 26. Mai 2019 der einzige Bewerber keine ausreichende Mehrheit erreicht hatte, und für eine angesetzte Wiederholungswahl kein Wahlvorschlag eingereicht wurde, oblag die Neuwahl gemäß rheinland-pfälzischer Gemeindeordnung dem Rat. Dieser entschied sich für Egner, der bereits seit dem Wegzug des langjährigen Ortsbürgermeisters Hermann Rosch im August 2018 als Erster Beigeordneter die Amtsgeschäfte geführt hatte. Da auch für die Direktwahl am 9. Juni 2024 kein Wahlvorschlag vorlag, erfolgte die Wahl erneut durch den Rat, der auf seiner konstituierenden Sitzung am 10. Juli 2024 den bisherigen Ortsbürgermeister Stefan Egner für weitere fünf Jahre in seinem Amt bestätigte.

### Wappen
| Wappen von Longen | Blasonierung: „Gespalten durch eine eingeschweifte rote Spitze mit silbernem Schildchen, vorn in Silber das kurtrierische Kreuz, hinten in Silber ein blaues Hufeisen.“ |
| Wappen von Longen | |

## Sehenswürdigkeiten

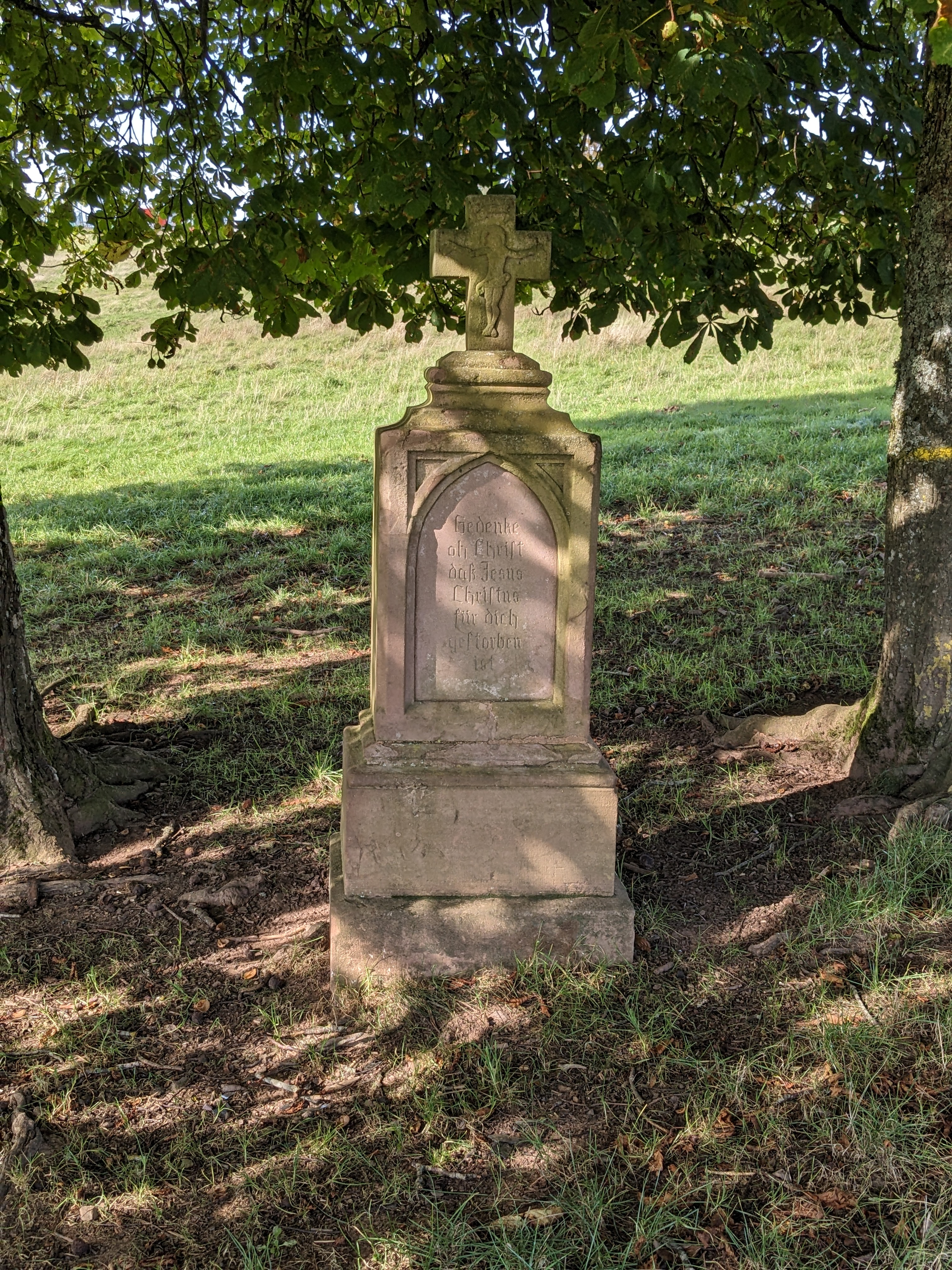
Landwehrkreuz

Die Kapelle St. Eligius mit Saal von 1495 ist gotischen Ursprungs und zeigt noch erhaltene Baudetails und Ausstattungsgegenstände der Erbauungszeit. Sie ist eine der ältesten Kapellen im Bistum Trier. Das Gebäude liegt in der Ortsmitte und bildet mit dem Brunnenplatz den Ausgangspunkt für das große Wanderwegenetz.
An der Gemarkungsgrenze Mehring/Longen befindet sich das Landwehrkreuz.

## Vereine
Der Bauern- und Winzerverband Longen vertritt die Belange der ansässigen Bauern und Winzer.
Darüber hinaus gibt es noch den Longener Kulturverein e. V.

## Wirtschaft und Infrastruktur

### Öffentliche Einrichtungen
Der Ort verfügt über eine Freiwillige Feuerwehr.

### Weinlagen
- Zeller Berg

### Verkehr
Longen wird von der parallel zur Mosel verlaufenden Bundesstraße 53 an das Straßennetz angeschlossen.